# Holcaspis brevicula
Espèce
Holcaspis brevicula, le carabe d'Eyrewell, est une espèce de carabe originaire de Nouvelle-Zélande, l'un des nombreux petits coléoptères noirs incapables de voler du genre Holcaspis (en) qui habitent les basses terres sèches de l'est de l'île du Sud. H. brevicula est très rare - seuls dix spécimens ont été collectés - et selon NZTCS en danger critique d'extinction : l'espèce n'a été trouvée que dans la forêt d'Eyrewell (en), une plantation unique de pins de Monterey actuellement convertie en fermes laitières.

## Description
H. brevicula a été décrit et nommé en 1984 par Michael Butcher dans une révision du genre Holcaspis. À ce moment-là, on n'en connaissait de deux spécimens mâles, tous deux collectés en 1961 dans la forêt d'Eyrewell (en), dans les plaines de Canterbury. H. brevicula se distingue de son proche parent H. algida, légèrement plus grand, par les motifs des perforations et des soies sur son pronotum et ses élytres, et par l'édéage plus court du mâle. C'est un petit  carabe noir brillant de 10–11 mm de long, incapable de voler, prédateur et probablement nocturne. Comme des adultes ont été collectés pendant les mois d'hiver, H. brevicula vit probablement plus de deux ans - relativement longtemps pour un coléoptère.

## Distribution
La zone de la forêt d'Eyrewell (en) a des sols secs, caillouteux et drainants, et sa végétation d'origine était probablement constituée de broussailles de kānuka (Kunzea serotina (en)) et de forêts atteignant 10 m de haut, avec quelques tōtara (Podocarpus totara),. Cet habitat a été largement brûlé par les Maoris et les colons européens, et ne subsiste maintenant dans les plaines de Canterbury que sous forme de petits fragments de moins de 20 ha. Il existe plusieurs fragments de ce type dans la région d'Eyrewell, le plus grand étant la réserve Spencer-Bower, qui fait 16 ha, . Tous sont sur des terres privées, dont certaines protégées par une convention du Queen Elizabeth II National Trust (en), à l'exception de la réserve scientifique d'Eyrewell (2,4 ha), qui est administrée par le Ministère de la Conservation.
Le sol pauvre de la région d'Eyrewell était considéré comme impropre à l'agriculture et utilisé principalement pour l'élevage de moutons. Entre 1928 et 1932, la grande forêt de mānuka (Leptospermum scoparium) d'Eyrewell a été défrichée pour planter 6764 hectares de pins de Monterey (Pinus radiata). Depuis lors, la majeure partie de la zone est occupée par des plantations forestières, les parcelles d'arbres étant abattues en rotation environ tous les 27 ans. Certaines des parcelles les plus anciennes avaient un sous-étage de kānuka atteignant 4 m de haut et la plupart comprenaient des arbustes, des herbes et des mousses indigènes, malgré l'abattage et la replantation réguliers d'arbres.
Holcaspis brevicula était présent dans la forêt de kānuka au moment où elle a été abattu et remplacée par des pins allochtones, et a survécu dans la forêt de plantation régulièrement abattue. Dans le même temps, il a disparu des fragments restants de la forêt de kānuka voisine, qui semblent être trop petits, de plus en plus dégradés et broutée par des moutons,. Des recherches intensives et des pièges à fosse dans la forêt résiduelle de kānuka, les plantations de pins et les pâturages adjacents, représentant 57 494 jours de piégeage sur la période 2000–2005, ont permis de capturer cinq autres spécimens de H. brevicula. Tous ont été trouvés dans la pinède. Trois autres spécimens collectés entre 1956 et 1967 ont été découverts dans les collections du New Zealand Forest Research Institute Limited. Les dix spécimens connus proviennent tous de la forêt d'Eyrewell, qui abrite donc la seule population de cette espèce connue.

## Conservation
En raison de sa rareté et de sa localisation unique, H. brevicula est classé comme « critique au niveau national et en danger aigu d'extinction »,. Il a été choisi comme l'une des 150 espèces prioritaires dans la stratégie 2017 sur les espèces menacées du Ministère de la Conservation. Ce coléoptère n'a pas de protection légale au titre de la loi sur la faune de 1953 (en) et, en Nouvelle-Zélande, les forêts de plantation sur des terres privées peuvent être abattues, même si elles constituent le seul habitat d'une espèce menacée.
Au XXIe siècle, le changement d'affectation des terres des plaines de Canterbury s'est orienté vers l'irrigation et l'élevage laitier, plus rentables que l'agriculture et la foresterie traditionnelles des terres arides. La forêt d'Eyrewell était une terre de la Couronne, administrée par le New Zealand Forest Service (en) ; elle a été achetée à la tribu des Ngāi Tahu en 1848 dans le cadre de l'achat Kemp de 8 millions d'hectares pour de 2 000 £. En 2000, la forêt d'Eyrewell a été rendue à Ngāi Tūāhuriri, une sous-tribu des Ngāi Tahu, dans le cadre des accords de règlement du traité de Waitangi avec ceux-ci en 1998. Ngāi Tahu Farming (en) a proposé de convertir 1200 ha de terres, maintenant connues sous le nom de Te Whenua Hou, en trois fermes laitières d'essai, malgré une certaine opposition au sein de l'iwi. Six fermes ont ensuite été créées à l'expiration des licences forestières, puis une septième. En 2016, il a été annoncé que la forêt d'Eyrewell (en) serait complètement abattue et convertie en 8 500 ha de pâturages irrigués par pivot pour nourrir 14 000 vaches laitières dans 13 fermes et 7 fermes laitières annexes, la quasi-totalité de la forêt devant être défrichée d'ici 2017/2018,,. En janvier 2019, la forêt d'Eyrewell avait été entièrement défrichée, sauf 120 ha, comme on peut le voir sur les images du satellite Sentinel. La conversion impliquait « d'abattre tous les arbres, d'arracher les porte-greffe, puis de broyer à peu près le matériau ligneux plus grossier qui reste en petits copeaux… non seulement de déchiqueter toute matière végétale, mais tous les invertébrés plus gros qu'une tête d'épingle » .
La correspondance obtenue en vertu de la loi sur l'information officielle a révélé que le ministère de la Conservation n'était pas parvenu à un accord avec Ngāi Tahu Farming sur la préservation d'un habitat pour les coléoptères suffisant pour sauver l'espèce. Forest & Bird (en) a critiqué le développement de Whenua Hou, affirmant qu'il conduirait à l'extinction de H. brevicula. Ngāi Tahu a répondu qu'ils planteraient 150 ha d'arbustes indigènes pour remplacer les 6700 ha d'habitat de pins, et 150 ha supplémentaires autour des fermes et des bâtiments,. Le coléoptère n'habitant pas actuellement la forêt indigène restante dans la région, il n'est donc pas clair qu'il coloniserait et habiterait ces nouvelles plantations. Le projet de revégétalisation semble avoir été en grande partie infructueux, les arbres forestiers étant plantés dans des pâturages ouverts secs, et exposés à un excès de ruissellement de nutriments provenant des pâturages des vaches.

Zones de « restauration de la végétation indigène » selon les plans de Ngāi Tahu Farming.
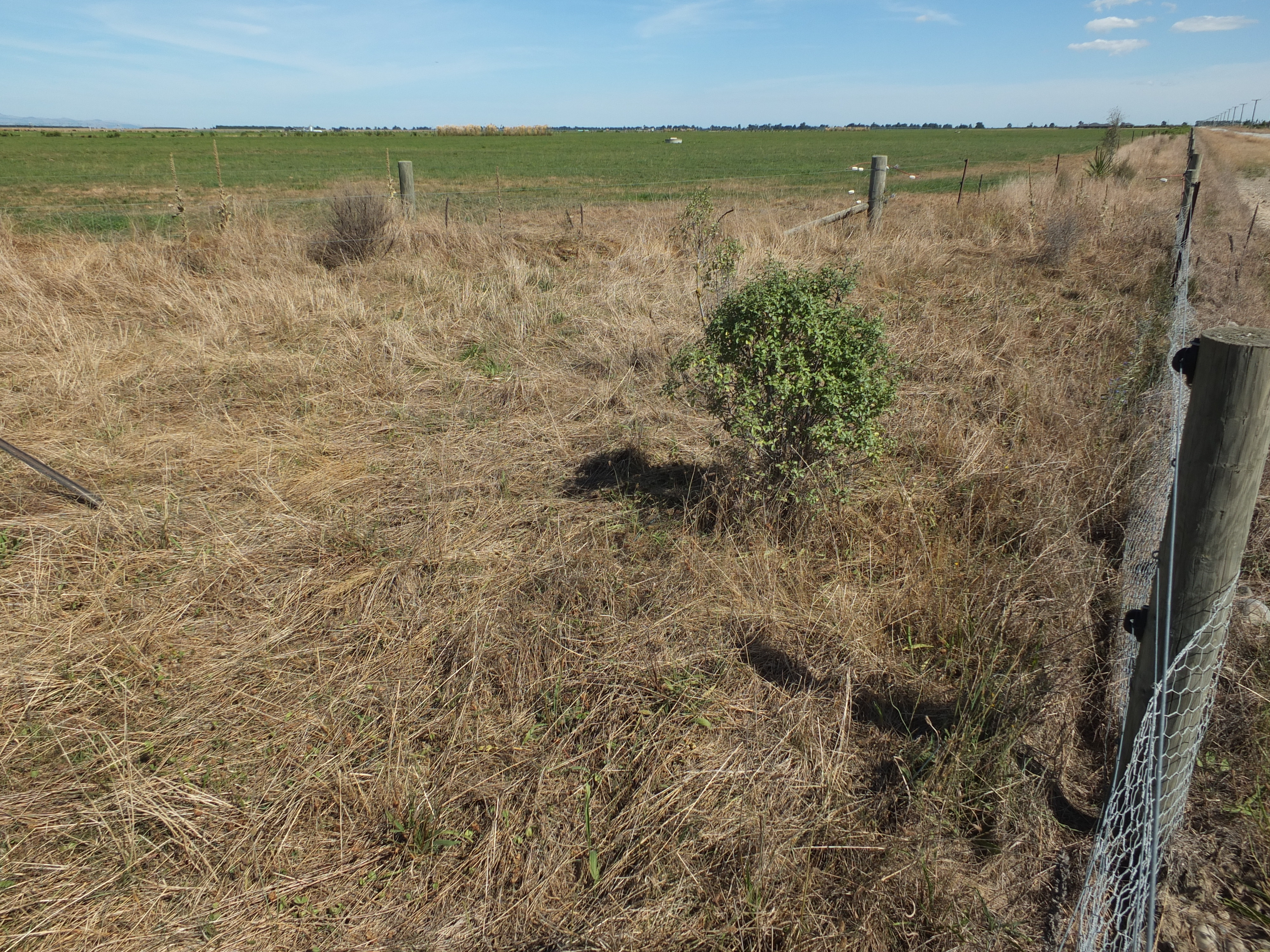
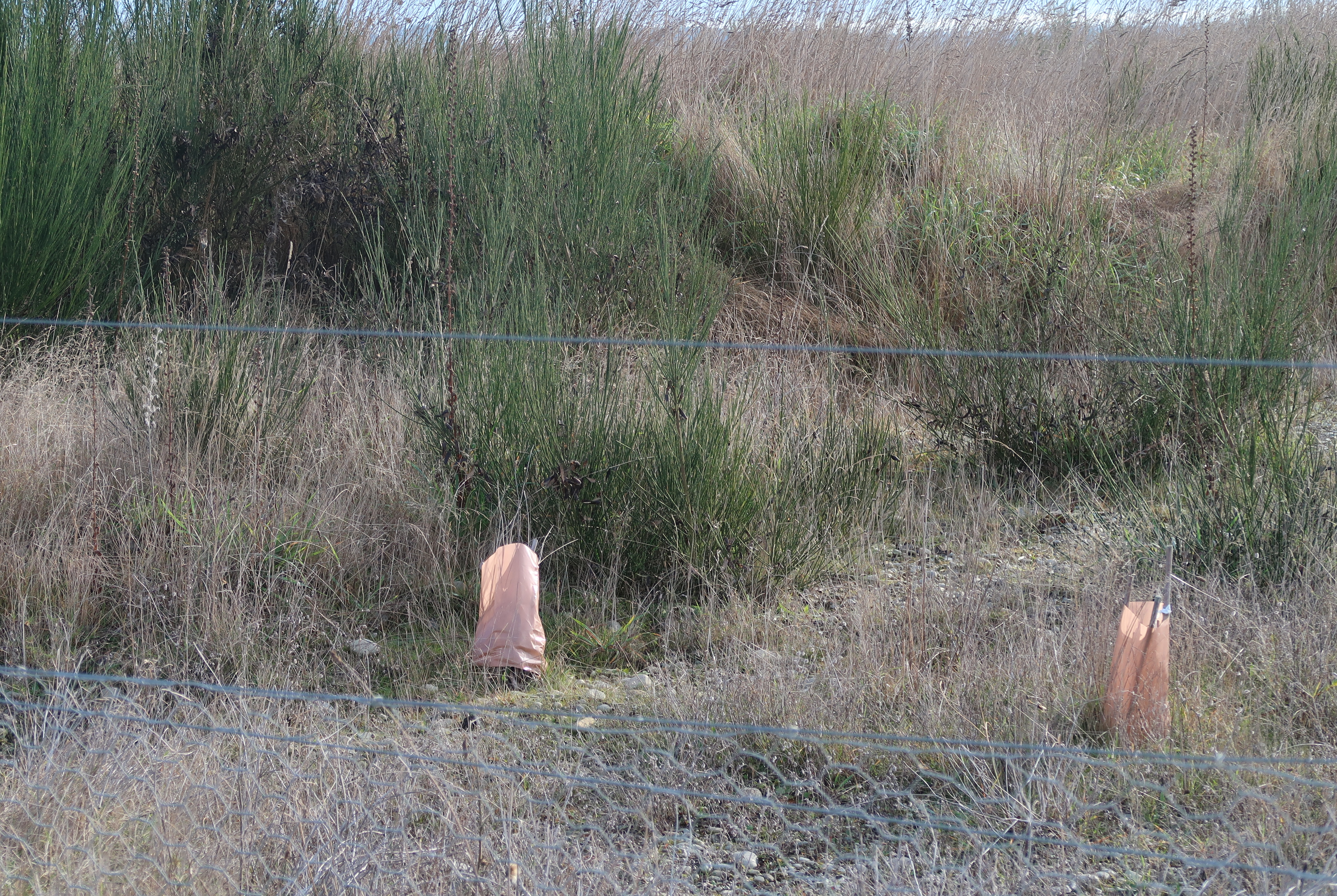
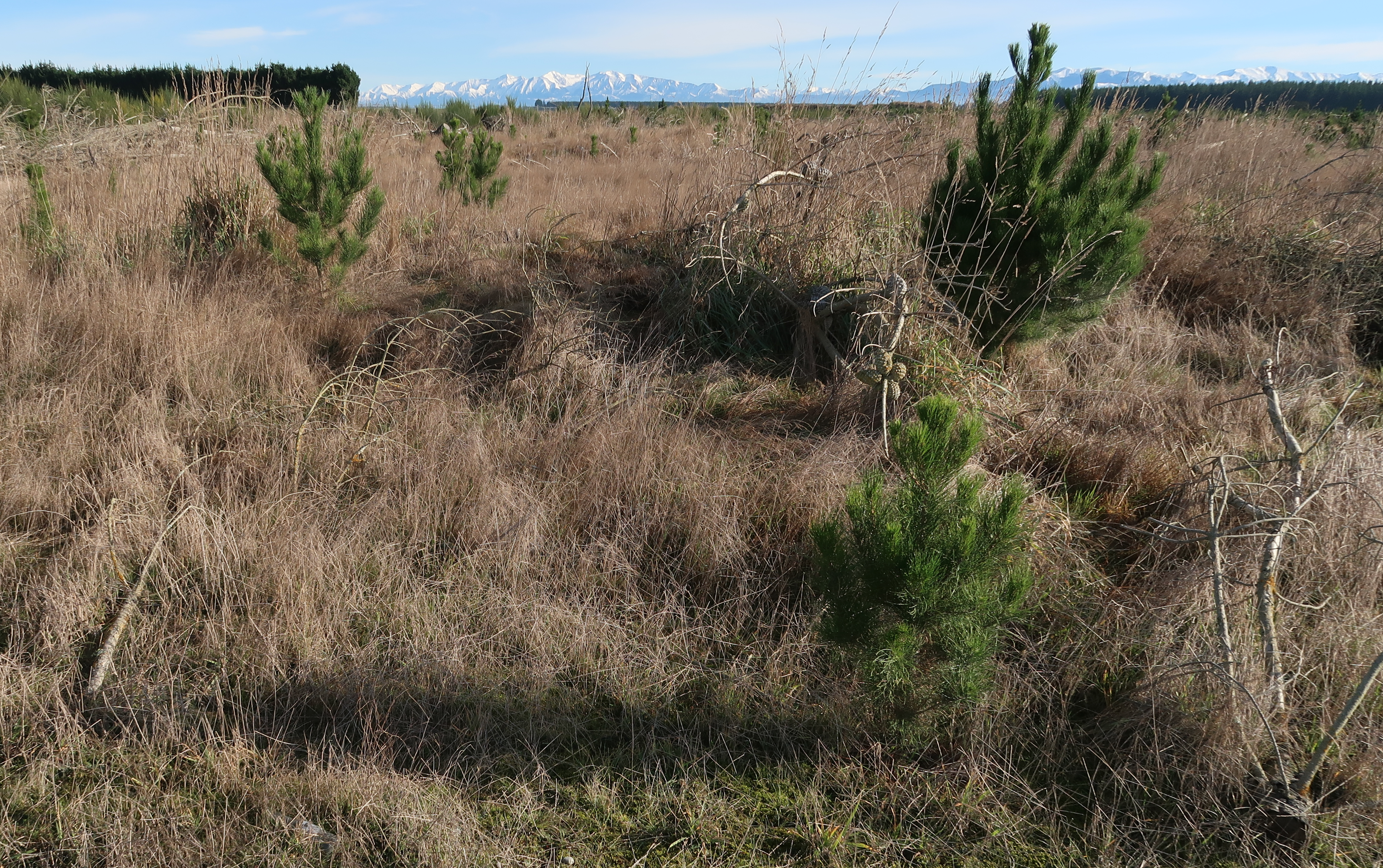
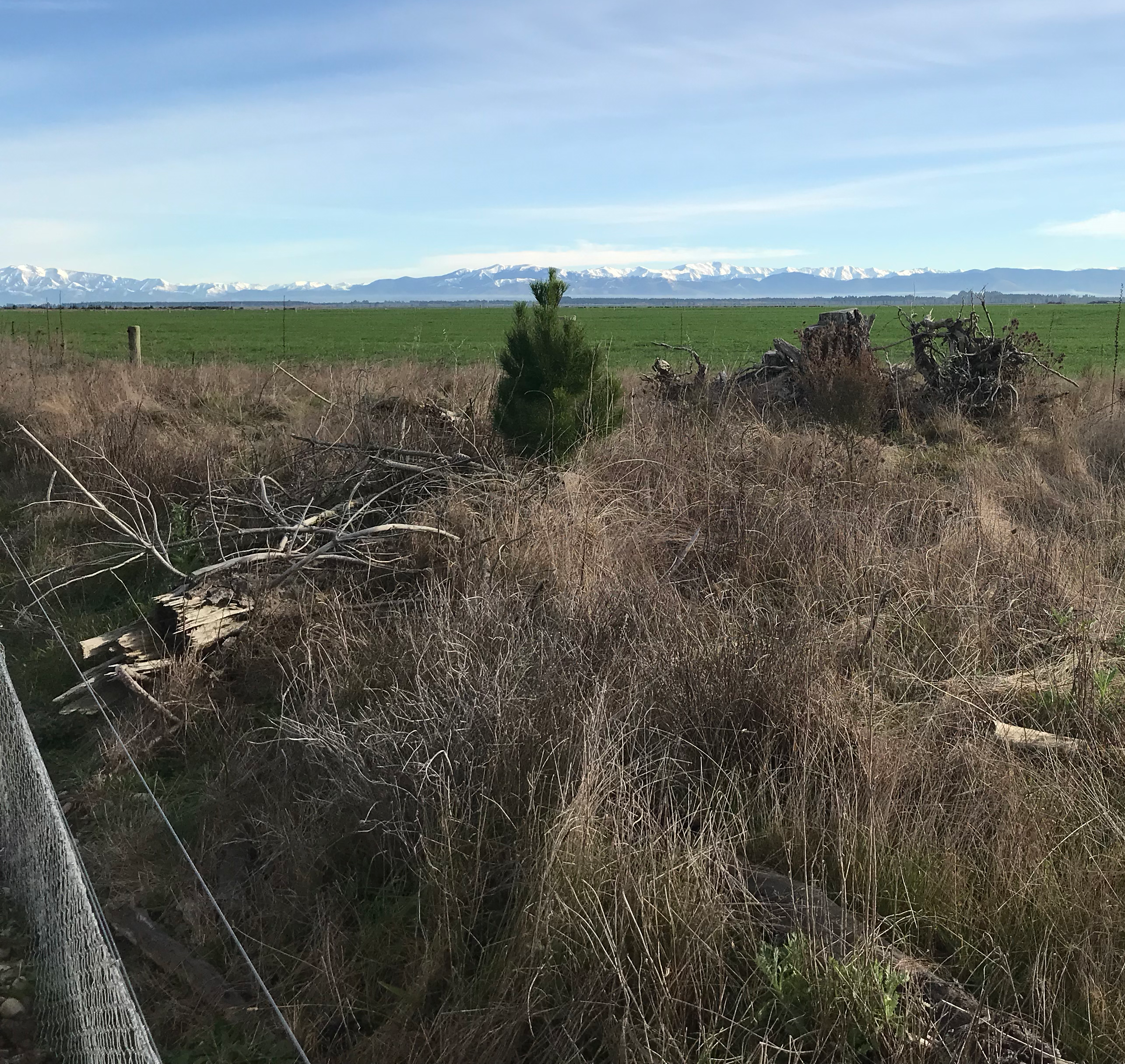

L'Université Lincoln (en) étudie la forêt restante depuis 2013 sans avoir retrouvé de carabes d'Eyrewell ; les enquêtes devraient se poursuivre jusqu'en 2020. Les scientifiques ont critiqué la décision de convertir la forêt en fermes laitières comme « motivée par une évaluation économique de la rentabilité, avec peu de considération pour les valeurs de la biodiversité »". Si Ngāi Tahu Farmingne ne restaurait pas la forêt de kānuka ou ne mettait pas de côté des zones de plantation forestière, H. brevicula serait bientôt éteint. Le scientifique directeur de l'étude a déclaré en novembre 2018 qu'il envisageait d'écrire la nécrologie du carabe.